# Arsinoe (figlia di Minia)
Arsinoe (in greco antico: Ἀρσινόη?, Arsinóē), nota anche come Arsippe o Aristippe, è un personaggio della mitologia greca, figlia di Minia e di Eurianassa.

## Mitologia
Arsinoe era, assieme alle due sorelle (Leucippe e Alcitoe), una delle Miniadi, le tre sorelle che, colpite dalla follia per colpa di Dioniso divennero antropofaghe e finirono col fare a pezzi Ippaso, il figlio di una di loro (Leucippe).